# Kuhle Wampe
Kuhle Wampe (Kuhle Wampe oder Wem gehört die Welt) è un film del 1932 diretto da Slatan Dudow.
La pellicola è inerente al tema della disoccupazione e della sinistra politica nella Repubblica di Weimar. Tra i primi film sonori tedeschi, mostra la differenza di potenzialità del cinema sonoro e del cinema muto: le scene mute si caratterizzano per un ritmo estremamente movimentato (la ripresa delle biciclette), mentre quelle sonore, legate alle esigenze del microfono sono estremamente statiche (si pensi alla discussione attorno al tavolo da pranzo).
Il titolo è traducibile in italiano Pancia concava, o a chi appartiene il mondo.

## Produzione
Il film fu prodotto dalla Praesens-Film in associazione con la Prometheus-Film-Verleih und Vertriebs-GmbH.

## Distribuzione
Distribuito dalla Praesens-Film, uscì nelle sale cinematografiche tedesche il 30 maggio 1932 dopo una prima in Unione Sovietica, a Mosca il 14 maggio 1932.